# Cantone di Montreuil-2
Il Cantone di Montreuil-2 è una divisione amministrativa dell'Arrondissement di Bobigny.
È stato istituito a seguito della riforma dei cantoni del 2014, che è entrata in vigore con le elezioni dipartimentali del 2015.

## Composizione
Comprende solo parte del comune di Montreuil.